# Jester Beast
Jester Beast war eine italienische Thrash-Metal-Band aus Turin, die 1983 gegründet wurde und sich 1993 auflöste. Von 2010 bis 2013 war die Band wieder aktiv.

## Geschichte
Die Band wurde 1983 gegründet und war erstmals 1985 auf dem Sampler Heavy Metal Made in Italy von Shirak Records zu hören. Nach mehreren Besetzungswechseln wurde 1988 ein erstes Demo namens Destroy After Use aufgenommen und veröffentlicht. Daraufhin wurde Nuclear Blast auf die Gruppe aufmerksam und veröffentlichte drei ihrer Lieder auf dem 1989er Sampler Pleasure in Life. Zudem wurden Auftritten mit Cro-Mags, Coroner, Morbid Angel, Ludichrist und Victims Family abgehalten. 1991 erschien über GLC Records das Debütalbum Poetical Freakscream. Nach der Veröffentlichung ging es auf eine einmonatige Europatournee zusammen mit The Accüsed. 1993 erschien die EP Serial Killer. Im selben Jahr spielte die Band weiterhin Auftritte, unter anderem zusammen mit GBH in Deutschland. Obwohl die Lieder für ein zweites Album bereits vollendet waren, kam es aufgrund interner Streitigkeiten zur Auflösung.
2010 wurde Destroy After Use über F.O.A.D. Records als Album wiederveröffentlicht. Im selben sowie im folgenden Jahr hielt die Band Auftritte zusammen mit E-Force, Wehrmacht, Cripple Bastards und The Accüsed ab. 2013 erschien über Zapping Productions die EP The Infinity Jest. Danach löste sich die Band wieder auf.

## Stil
Götz Kühnemund vom Metal Hammer schrieb über das Demo Destroy After Use, dass Jester Beast hierauf des Öfteren wie die Hardcore-Punk-Band Negazione klingt, deren Gitarrist Roberto „Tax“ Farano noch kurz zuvor in der Besetzung gewesen sei. Jester Beast ginge jedoch „noch um einiges brutaler und rauher zur Sache“. classicthrash.com merkte bei der Rezension zu Poetical Freakscream an, dass man sich beim Hören des Albums etwas orientierungslos fühlt. Die Songs hätten unorthodoxe und wilde Strukturen und ließen sich grob mit Voivod vergleichen. thethrashmetalguide.com beschrieb die Musik des Albums als technisch mehr oder weniger recht anspruchsvollen Thrash Metal. Auch hier wurden die chaotischen Arrangements und der hektische Klang angemerkt. Die Band balanciere zwischen experimentellen und aggressiven Songs, wobei Liedern wie Illogical Theocracy ein Voivod-Einfluss anzumerken sei. D.A.U. hingegen weise einen Grindcore-Einfluss auf. Die Musik sei für Fans von aggressivem Thrash- und Proto-Death-Metal geeignet. Auch die EP The Infinity Jest bediene sich stark an Voivod. Das progressive Eröffnungslied Lost in Space etwa erinnere stark an das Voivod-Album Killing Technology, während der letzte Song The Ultimate Pilgrimage eher an Bands wie die späteren Depressive Age erinnere.

## Diskografie
- 1988: Destroy After Use (Demo, Eigenveröffentlichung)
- 1991: Poetical Freakscream (Album, GLC Records)
- 1993: Serial Killer (EP, Eigenveröffentlichung)
- 2010: Destroy After Use (Wiederveröffentlichung des 1988er Demos als Album, F.O.A.D. Records)
- 2013: The Infinity Jest (EP, Zapping Productions)